# Zervikaler ösophagealer Pouch

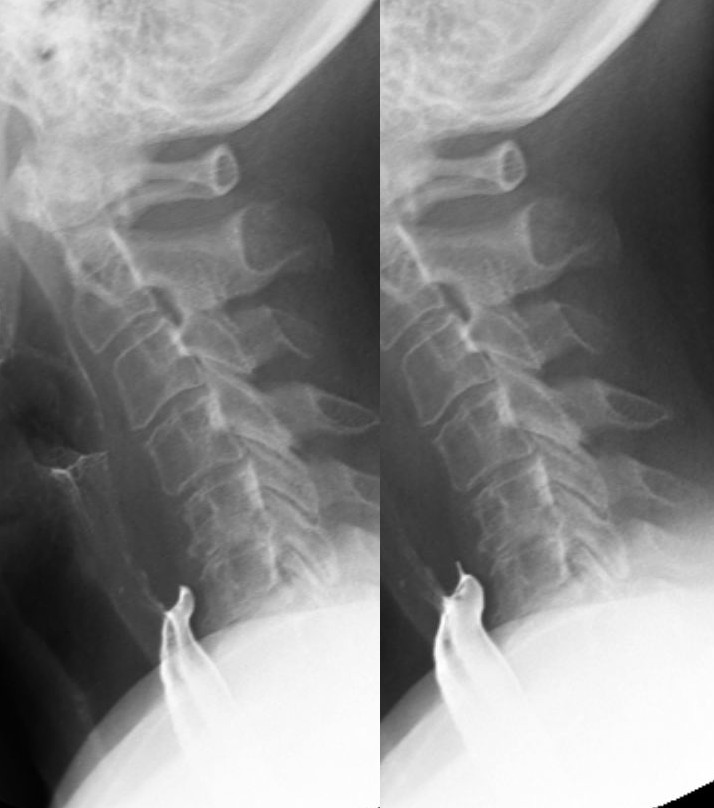
Zervikaler Ösophaguspouch in der Breischluckuntersuchung.

Ein zervikaler ösophagealer Pouch ist eine vorübergehende kleine Ausstülpung der Speiseröhre während des Schluckens am häufigsten nach hinten unmittelbar unter dem oberen Ösophagussphinkter im  Laimer-Dreieck. Wenn die Ausstülpung auch in der Ruhephase zwischen dem Schlucken konstant nachweisbar ist, handelt es sich um ein Killian-Jamieson-Divertikel.
Die Lage unter dem Sphinkter und dadurch bedingt die Entleerung nach unten in die Speiseröhre helfen bei der Abgrenzung gegen Zenker-Divertikel und -pouches.